# Städtische Galerie im Theater
Die Städtische Galerie im Theater ist ein bayerisches Museum und befindet sich in Räumen des Stadttheaters Ingolstadt.

## Lage
Die Galerie im Theater befindet sich an einem Nebeneingang an der Schloßlände 1.

## Programm
Die städtische Galerie im Theater wird von der Stadt Ingolstadt und dem Kunstverein Ingolstadt bespielt. Jährlich werden circa sechs verschiedene Ausstellungen aus unterschiedlichen Kunstrichtungen präsentiert.

## Ausstellungen (Auswahl)
- 1989: Klaus W. Sporer[1]
- 2009: Verleihung des Kunstpreises der Stadt Ingolstadt an Klaus W. Sporer
- 2014: Junge Münchner – Eine Werkschau zum angemessenen Bauen.[2]
- 2018: Farbe öffnet Wege, Michael Schölß[3]
- 2019: Schöpferische Wiederherstellung. Architekturfotografien von Klaus Kinold zu Hans Döllgast, Josef Wiedemann und Karljosef Schattner[4]
- 2019: Serenade für drei Violen, Klaus W. Sporer[5]

## Baudenkmal
Die Räume des Theaters stehen unter Denkmalschutz und sind im Denkmalatlas des Bayerischen Landesamtes für Denkmalpflege und in der Liste der Baudenkmäler in Ingolstadt eingetragen.